# Blackburnium brooksi
Blackburnium brooksi är en skalbaggsart som beskrevs av Henry Fuller Howden 1979. Blackburnium brooksi ingår i släktet Blackburnium och familjen Bolboceratidae. Inga underarter finns listade.